# Die Schaffenden (Künstlergruppe)
Die Schaffenden war eine expressionistisch orientierte Dresdner Künstlergruppe um Erich Fraaß, Curt Großpietsch, Wilhelm Lachnit, Willy Illmer und Fritz Skade mit sozialkritischem Bezug. Gegründet wurde sie 1920 vom deutsch-russischen Maler und Kunstschriftsteller Alexander Bertelsson.

## Geschichte
Die Künstlergruppe Die Schaffenden bildete sich 1920 in Dresden als solidarisches Bekenntnis der Künstler zu den sozialen Bewegungen und als Ausstellungsgemeinschaft. Fraaß, Großpietsch und Illmer kannten sich bereits aus dem Spartakusbund. Es blieb allerdings bei einer losen Verbindung gleichgesinnter Künstler ohne ein eigenes wegweisendes Programm.
Es bestand kein direkter Bezug der Künstlergruppe zum gleichnamigen und bekannten grafischen Mappenwerk „Die Schaffenden“, das seit 1918 von Paul Westheim im Euphorion-Verlag in Berlin veröffentlicht wurde.
Die ersten Ausstellungen der Gruppe fanden 1920 im Ausstellungsgebäude des Sächsischen Kunstvereins und im Kunstsalon Emil Richter statt. 1922 fanden erneut eine Ausstellung im Kunstsalon Emil Richter und eine umfangreiche Ausstellung im Sächsischen Kunstvereins statt. Im Vorfeld zur Ausstellung im Sächsischen Kunstverein schuf die Gruppe als „Ausstellung von Kunst auf der Straße“ über 100 verschiedene selbstgemalte Ausstellungsplakate. Ebenfalls 1922 beteiligte sich die Gruppe am Kartell der fortschrittlichen Künstlervereinigungen Deutschlands, nahm am 1. Kongress internationaler fortschrittlicher Künstler in Düsseldorf teil und stellte in der den Kongress begleitenden „I. Internationalen Kunstausstellung Düsseldorf 1922“ aus. Die Ausstellung fand vom 28. Mai bis 3. Juli 1922 im vierten Geschoss des Warenhaus Tietz statt.
Mitglieder der Künstlergruppe waren: Alexander Bertelsson, Karl Eugen Biebrach (1882), Anton Bruder (1898–1983, Maler), Max Busyn (1899–1976), Erich Fraaß, Konstantin Franz (1896), Alfred Glatter, Curt Großpietsch, Willy Illmer, Walter Jacob, Georg Kind, Wilhelm Lachnit, Heinz Lewerenz (1890–1939), Karl Lüdecke, Otto Meister, Rolf Nesch, Fritz Skade, Oskar Trepte und Fritz Winkler.
Vom 1. bis 16. März 1924 folgte eine Ausstellung mit erweitertem Teilnehmerkreis im Ausstellungsgebäude Brühlsche Terrasse unter dem Titel „Wir schaffen für Euch“. An dieser Ausstellung nahmen u. a. auch Eugen Hoffmann, Otto Griebel, Eric Johansson, und Erich Fenap teil.